# Club Multideporte Peralta
Pour les articles homonymes, voir Peralta.
Maillots
Le Club Multideporte Peralta est un club de football espagnol basé à Peralta.